# Bron-Y-Aur Stomp/Immigrant Song
Bron-Y-Aur Stomp/Immigrant Song è un singolo discografico della band britannica Led Zeppelin, pubblicato nel 1970 in Italia e in Sud America nel 1971.

## Tracce
1. Bron-Y-Aur Stomp – 4:20 (Robert Plant, Jimmy Page, John Paul Jones)
2. Immigrant Song – 4:58 (Robert Plant e Jimmy Page)

## Formazione
- Robert Plant – voce
- Jimmy Page – chitarra
- John Paul Jones – basso
- John Bonham – batteria